# Дринска регата „Дрински слалом”
Дринска регата „Дрински слалом“, позната и као Братуначка регата, одржава се од 4. августа 2007. године. Стартни положај регате је у мјесту Орашњак код Факовића, на 20 километара од Братунца, а циљ регате је у Красанпољу на локацији Рајске плаже. Укупна дужина спуста износи 26 километара. Од 2007. године регата се одржава традиционално сваке прве суботе у мјесецу августу. Ова туристичка манифестација сваке године окупи више стотина регаташа са око 200-300 пловила. На овом спусту учесници могу да уживају у природним љепотама ријеке Дрине, опуштеној атмосфери и звуцима трубе пловећег оркестра. На половини спуста, у мјесту Бјеловац, за све учеснике „Дринског слалома“ обезбјеђен је ручак, традиционални војнички пасуљ. Након упловљавања пловила на Рајску плажу, за све посјетиоце је организован забавни програм. Организатор и покровитељ „Дринског слалома“ је Општина Братунац.